# Victoria Gucovsky
Victoria Gucovsky (Genova, 20 febbraio 1890 – Buenos Aires, 18 ottobre 1969) è stata un'educatrice, scrittrice e giornalista argentina.

## Biografia
Nasce a Genova nel 1890 da genitori di origine ebraica, Fenia Chertkoff e Gabriel Gucovsky.
Con la madre, la Gucovsky si trasferì in Argentina due anni dopo.
Frequentò il Liceo Nacional de Señoritas N°1 e si laureò in Biologia. Dopo la laurea ottenne l'abilitazione all'insegnamento superiore in scienze biologiche, insegnando dal 1923 al 1955 in vari istituti scolastici argentini. Come educatrice si recò anche negli Stati Uniti per studiare il sistema carcerario femminile e quello riformatorio minorile.
Come i genitori, le zie, ed il patrigno Nicolás Repetto, aderì al Socialismo, condividendone le lotte.
Fondò la Liga Pro-Alfabetismo de Adultos, ente che combatteva l'analfabetismo adulto in Argentina. Entrò nel partito Socialista argentino, divenendone membro attivo e fondamentale.
È nota soprattutto per il suo impegno politico, che portò avanti dalle pagine dei giornali La Nación e La Vanguardia. Le sue lotte riguardavano le tematiche della giustizia sociale, del pacifismo e dell'emancipazione femminile.
Sposò Antonio De Tomaso con il quale si trasferì a Córdoba per motivi di salute.
Nonostante il suo lavoro di insegnante e di attivista politica, pubblicò alcuni libri come Tierra adentro e El santo de la higuera.
Scrisse anche una pièce teatrale per l'infanzia, Juanita, che vinse il "Primer Premio Municipal de Poesía".
Alla sua morte donò una ricca collezione di reperti geologici al museo di scienze naturali Bernardino Rivadavia.

## Opere
- Tierra adentro (1923)
- El santo de la higuera (1931)
- Lo que pasa en China (1931)